# 战国秦长城及沿线城障烽燧
战国秦长城及沿线城障烽燧，位于中国甘肃省临洮、渭源、陇西、通渭、静宁、镇原、环县、华池等县，为一个省级文物保护单位，类型为古遗址。
战国秦长城及沿线城障烽燧的历史年代为战国（秦）。